# Рашко Катић
Рашко Катић (Крагујевац, 8. децембар 1980) је српски кошаркаш. Игра на позицији центра, а тренутно наступа за Слогу из Баточине, која се такмичи у четвртом рангу.

## Биографија
Професионалну каријеру је почео у крагујевачкој Застави, да би у фебруару 2004. године прешао у Црвену звезду. Ту остаје до јануара 2005. када одлази у ИТУ из Истанбула. Међутим, у турској екипи је наступио на шест утакмица након чега је отпуштен. Након тога се вратио у Србију и кратко био члан нишког Ергонома.
У лето 2005. се сели у немачки Тибинген у коме је провео четири године и био један од најбољих центара Бундеслиге. Боје вршачког Хемофарма бранио је у сезони 2009/10. у којој је овај тим стизао до финала домаћег првенства и Јадранске лиге.
У јулу 2010. године је потписао за Партизан. У табору црно-белих је провео наредне две сезоне и у том периоду је освојио по два национална првенства и купа, као и једну титулу првака Јадранске лиге. У августу 2012. се вратио у Црвену звезду. У редовима црвено-белих овога пута се задржао две сезоне, а списку освојених трофеја придодао је и два Купа Радивоја Кораћа (2013. и 2014. године).
У сезони 2014/15. био је члан Сарагосе 2002. У јулу 2015. потписао је за Остенде. Помогао је овом белгијском клубу да у сезонама 2015/16. и 2016/17. освоји све националне трофеје. Након тога је две сезоне провео у другом белгијском прволигашу, екипи Спиру Шарлроа.
Иако је након завршетка сезоне 2018/19. одлучио да заврши играчку каријеру, Катић се касније предомислио па је почетком августа 2019. потписао уговор са друголигашем ККК Раднички. Након три године проведене у Радничком, потписао је за Страгаре, који се такмиче у Другој регионалној лиги Запад 2, четвртом такмичарском рангу у Србији. Након четири кола и исто толико пораза, прешао је у Слогу из Баточине која се такмичи у истом рангу и против које је играо последњи меч у дресу Страгара. Са Слогом је у сезони 2024/25. освоји прво место и пласман у Прву регионалну лигу Запад.

## Репрезентација
За сениорску репрезентацију Србије заиграо је први пут тек са 32 године и као дебитант био је њен најстарији играч на Европском првенству 2013. у Словенији. Србија је на овом првенству завршила као седма а Катић је на десет утакмица бележио просечно 8,3 поена по мечу.
Био је члан репрезентације и следеће године на Светском првенству 2014. у Шпанији где је освојена сребрна медаља. Рашко је у шест одиграних сусрета бележио 2,7 поена и један скок за просечно осам минута у игри. Најбољи учинак је имао против Ирана, када је постигао осам поена уз три скока.

## Успеси

### Клупски
- Партизан:
  - Јадранска лига (1): 2010/11.
  - Првенство Србије (2): 2010/11, 2011/12.
  - Куп Радивоја Кораћа (2): 2011, 2012.
- Црвена звезда:
  - Куп Радивоја Кораћа (2): 2013, 2014.
- Остенде:
  - Првенство Белгије (2): 2015/16, 2016/17.
  - Куп Белгије (2): 2016, 2017.

### Репрезентативни
- Светско првенство:  2014.